# Астафьев, Юрий Григорьевич
Юрий Григорьевич Астафьев (12 апреля 1949 — 4 ноября 1990) — советский актёр театра и кино.

## Биография
Родился 12 апреля 1949 года в Душанбе.
В 1971 году окончил Ярославское театральное училище, курс народного артиста СССР Фирса Ефимовича Шишигина и был распределён в Смоленский драматический театр. В Смоленском драмтеатре работал в 1971—1972 годах. Поступил в театральное училище имени Б. В. Щукина, которое окончил в 1975 году. Актёр Московского театра «Ленком».
Ушёл из жизни 4 ноября 1990 года от сердечного приступа во время съёмок фильма «Гроза над Русью» в Ялте. Роль князя Вяземского в этом фильме озвучил Михаил Селютин.
Похоронен актёр на Николо-Архангельском кладбище в Москве (сектор 68-а).

## Семья
Жена — Лидия Ивановна Константинова (род. 29.10.1950), советская и российская актриса театра и кино. С 1977 года — в труппе Театра им. Евг. Вахтангова.
- Сын (род. 1970)

## Роли в театре
- 1977 — «Парень из нашего города» К. Симонова; постановщики М. Захаров и Ю. Махаев — Сафонов, шофёр такси
- Гренада - Талантливый
- Юнона и Авось — моряк
- Звезда и смерть Хоакина Мурьеты — ведущий и таможенник
- Кладбищенский ангел, Я знаю силу слов, Там где мы бывали — главные роли (на малой сцене театра Ленком)
- Жестокие Игры - Кай

## Избранная фильмография
- 1972 — Принц и нищий — Гемфри
- 1976 — Ансамбль неудачников (короткометражный) — работник метро
- 1976 — Приключения Травки — пионервожатый
- 1979 — Задача с тремя неизвестными — Николай Макеев
- 1982 — Дом, который построил Свифт — констебль
- 1987 — Ищу друга жизни — Иван Федосеевич Гущин
- 1988 — Двое и одна — Андрей Корякин
- 1990 — В полосе прибоя — Алексей Евстифеев
- 1991 — Дом на песке — Гера (роль озвучил Николай Караченцов)
- 1992 — Гроза над Русью — князь Афанасий Вяземский (роль озвучил Михаил Селютин)

## Озвучивание мультфильмов
- 1990 — Чудовище — Чудовище